# Llista de vins d'Espanya
D'acord amb el reglament (CE) 753/2002 de la Unió Europea, els vins espanyols estan classificats en dues categories, que al seu torn s'estructuren en subcategories, segons el grau d'exigència en el seu procés d'elaboració:
- Vins de qualitat produïts en una regió determinada

- Vino de Pago: és la categoria superior que pot arribar a un vi. En ella s'inclouen els brous de reconegut prestigi i característiques distintives d'un “paratge” o “lloc rural” determinat.
- Vins amb Denominació d'Origen Qualificada (DOQ): aquesta categoria està reservada als vins que han arribat a altes cotes de qualitat durant un dilatat període.
- Vins amb Denominació d'Origen (DO): vins de prestigi que procedeixen d'una àrea de producció delimitada i amb una elaboració reglamentada per un Consell Regulador.
- Vins de Qualitat amb Indicació Geogràfica: vins elaborats en una regió determinada amb aspiració a convertir-se en DO.

- Vins de taula

- Vi de la Terra (VdlT): vins procedents de regions determinades en les quals s'elabora el vi seguint una normativa no tan exigent com la de les DO.
- Vi de taula: per als vins no inclosos en cap altra classificació superior.

## Llista de Denominacions d'Origen i Vins de la Terra perComunitat Autònoma

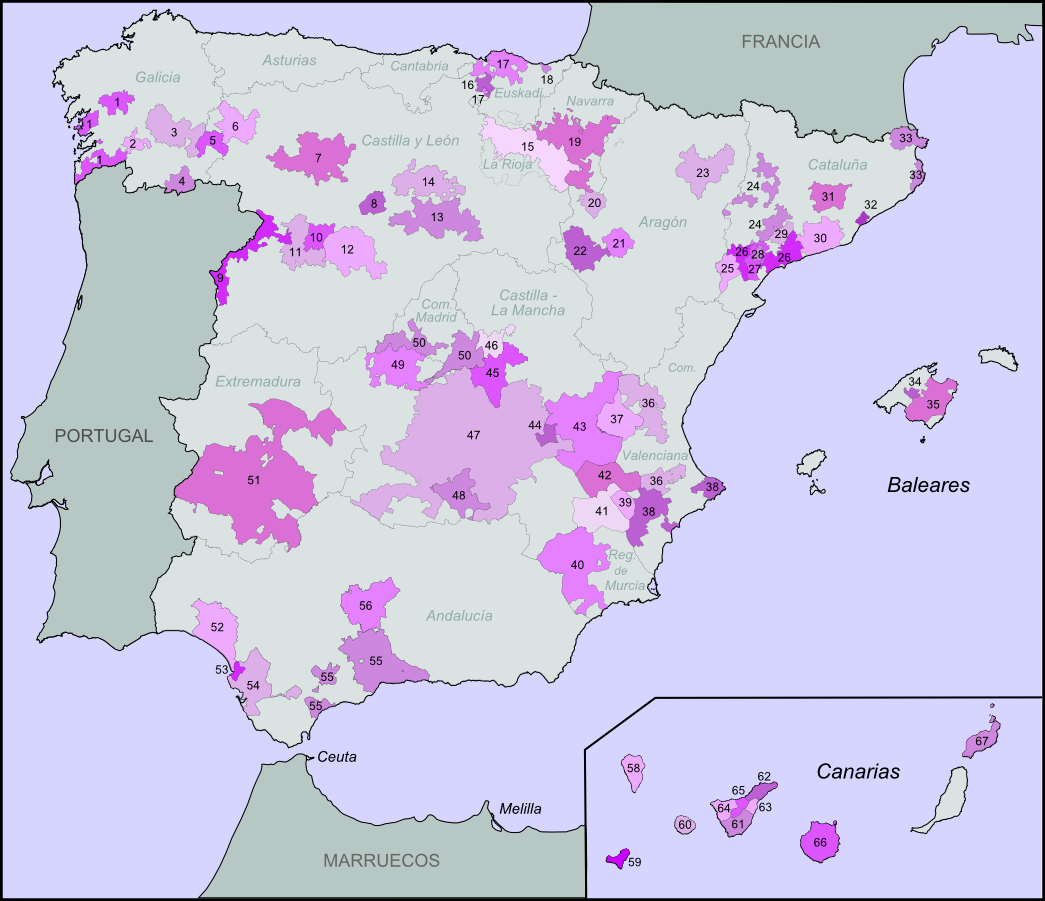
Regions vinicoles espanyoles productores de vins amb denominació d'origen i denominació d'origen qualificada, a abril de 2009.

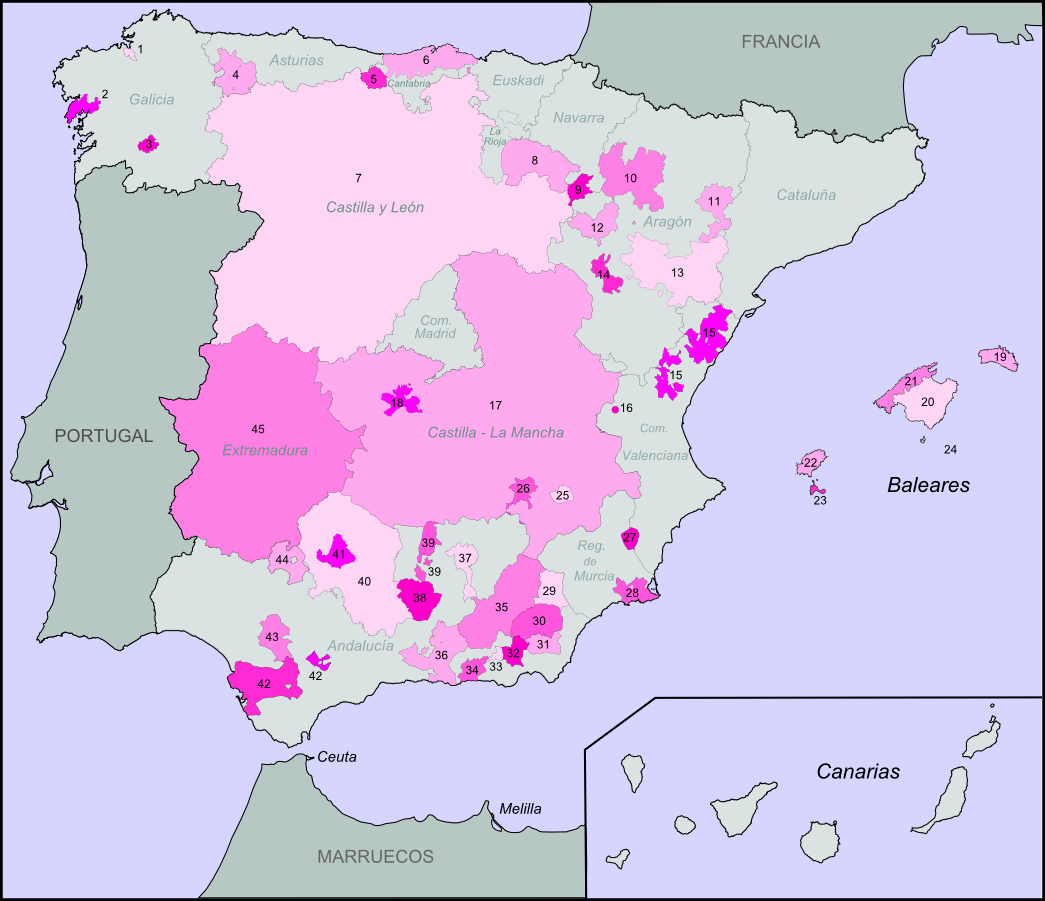
Regions vinicoles espanyoles productores de vins amb dret a l'esment tradicional Vi de la terra, a abril de 2009.

| Comunitat Autònoma   | VQPRD (DOQ)/ (DO)/ (Vi de Qualitat) | Vins de la Terra (VdlT) |
| -------------------- | --- | --- |
| Andalusia            | Condado de Huelva Jerez-Xérès-Sherry Màlaga Manzanilla de Sanlúcar de Barrameda Montilla-Moriles Sierras de Málaga Granada (Vi de Qualitat)                                                                  | Altiplano de Sierra Nevada Bailén Cádiz Córdoba Cumbres del Guadalfeo Desierto de Almería Laderas del Genil Laujar-Alpujarra Los Palacios Norte de Almería Ribera del Andarax Sierras de Las Estancias y Los Filabres Sierra Norte de Sevilla Sierra Sur de Jaén Torreperogil Villaviciosa de Córdoba |
| Aragó                | Calatayud Campo de Borja Cariñena Somontano cava | Bajo Aragón Ribera del Gállego-Cinco Villas Valdejalón Valle del Cinca Ribera del Jiloca Ribera del Queiles |
| Principat d'Astúries | | DO Cangas |
| Illes Balears        | Binissalem Pla i Llevant | Eivissa Illes Balears Illa de Menorca Serra de Tramuntana-Costa Nord Formentera Mallorca |
| Canàries             | Abona La Gomera Gran Canaria El Hierro La Palma Lanzarote Tacoronte-Acentejo Valle de Güímar Valle de la Orotava Ycoden-Daute-Isora                                                                          | |
| Cantàbria            | | Costa de Cantabria Liébana |
| Castella i Lleó      | Arlanza Arribes Bierzo Cigales Ribera del Duero Rueda Tierra de León Tierra del Vino de Zamora Toro Valles de Benavente (Vi de Qualitat) Valtiendas (Vi de Qualitat) cava                                    | Castilla y León |
| Castella - la Manxa  | Almansa Dehesa del Carrizal (DO de Pago) Dominio de Valdepusa (DO de Pago) Finca Elez (DO de Pago) Pago Guijoso (DO de Pago) La Mancha Manchuela Méntrida Mondéjar Ribera del Júcar Valdepeñas Jumilla Uclés | Castilla Gálvez Pozohondo Sierra de Alcaraz |
| Catalunya            | Alella Empordà Catalunya Conca de Barberà Costers del Segre Montsant Penedès Pla de Bages Priorat (DOQ) Tarragona Terra Alta cava                                                                            | |
| Extremadura          | Ribera del Guadiana cava | Extremadura |
| Galícia              | Monterrei Rías Baixas Ribeira Sacra Ribeiro Valdeorras | Betanzos Val do Miño-Ourense Barbanza e Iria |
| Comunitat de Madrid  | Vinos de Madrid | |
| Regió de Múrcia      | Bullas Yecla (Iecla) Jumilla (Jumella) | Abanilla (Favanella) Campo de Cartagena |
| Navarra              | Navarra Otazu (DO de Pago) Prado de Irache (DO de Pago) Rioja Señorío de Arínzano (DO de Pago) cava | Ribera del Queiles |
| Euskadi              | Txakoli de Álava Txakoli de Bizkaia Txakoli de Getaria Rioja alavesa cava | |
| La Rioja             | DOQ Rioja cava | Valles de Sadacia |
| País Valencià        | Alacant Utiel-Requena València cava | Castelló El Terrerazo |